# Storie di fantasmi (racconti)
Storie di fantasmi è una raccolta di tre racconti con protagonista l'investigatore privato Pepe Carvalho, celebre personaggio creato dalla penna di Manuel Vázquez Montalbán.

## I racconti

### Una sconosciuta che viaggiava senza documenti
La storia di un fantasma che compare per segnalare un pericolo ed evitare ai “viventi” una tragica fine è presente in tutte le culture ed in tutti i tempi; in questo breve racconto Manuel Vázquez Montalbán ne dà la sua versione.

### La nave fantasma
Questo secondo racconto è un thriller ambientato nelle isole Canarie, in cui leggende di marinai ed interessi economici illeciti si intrecciano ad un breve e coinvolgente amore di Pepe Carvalho.

### Pablo e Virginia
Non fantasmi, come vorrebbero far credere, ma umanissimi contrabbandieri sono la causa di strani avvistamenti notturni che nascondono schiavitù cinese, riti satanici, false identità.

## Edizioni

### In italiano
- Manuel Vázquez Montalbán, Storie di fantasmi, traduzione di Hado Lyria, Feltrinelli, Milano 1999 ISBN 88-07-81562-1; 8. ed. 2008 ISBN 978-88-07-81562-1
- Manuel Vázquez Montalbán, Storie di fantasmi, traduzione di Hado Lyria, Universale economica Feltrinelli, Milano 2017 ISBN 978-88-07-88906-6
- Manuel Vázquez Montalbán, Storie di fantasmi, traduzione di Hado Lyria, Universale Economica Feltrinelli, Milano 2018 ISBN 978-88-07-89068-0